# Championnat d'Europe junior de hockey sur glace 1975
Navigation
Championnat d'Europe junior 1974 Championnat d'Europe junior 1976
Le championnat d'Europe junior de hockey sur glace 1975 est la huitième édition de cette compétition de hockey sur glace junior organisée par la Fédération internationale de hockey sur glace. Il se déroule du 21 au 30 mars 1975 à Grenoble et à Gap en France. L'Union soviétique remporte son cinquième titre dans cette compétition, devançant au classement la Tchécoslovaquie et la Suède.
Indépendamment du championnat, également appelé Groupe A, un Groupe B est joué à Herisau en Suisse (15-22 mars 1975).

## Groupe A

### Résultats
|  | Finlande | 3-3 (1-1, 2-1, 0-1) | Allemagne de l'Ouest | Patinoire Brown-Ferrand |

|  | Tchécoslovaquie | 3-4 (1-0, 1-2, 1-2) | Suède | Patinoire Clemenceau |

|  | Pologne | 2-10 (0-5, 2-4, 0-1) | Union soviétique | Patinoire Clemenceau |

|  | Union soviétique | 4-1 (0-0, 2-1, 2-0) | Finlande | Patinoire Brown-Ferrand |

|  | Pologne | 2-11 (1-2, 0-4, 0-5) | Suède | Patinoire Clemenceau |

|  | Tchécoslovaquie | 8-4 (3-1, 3-0, 1-3) | Allemagne de l'Ouest | Patinoire Clemenceau |

|  | Allemagne de l'Ouest | 3-15 (1-4, 2-9, 0-2) | Suède | Patinoire Clemenceau |

|  | Finlande | 4-3 (2-1, 1-2, 1-0) | Pologne | Patinoire Clemenceau |

|  | Union soviétique | 8-0 (1-0, 3-0, 4-0) | Suède | Patinoire Clemenceau |

|  | Tchécoslovaquie | 7-1 (3-0, 2-1, 2-0) | Pologne | Patinoire Clemenceau |

|  | Allemagne de l'Ouest | 1-7 (1-3, 0-2, 0-2) | Union soviétique | Patinoire Clemenceau |

|  | Finlande | 1-3 (0-2, 0-1, 1-0) | Tchécoslovaquie | Patinoire Clemenceau |

|  | Allemagne de l'Ouest | 2-6 (2-1, 0-1, 0-4) | Pologne | Patinoire Clemenceau |

|  | Finlande | 1-6 (1-0, 0-2, 0-4) | Suède | Patinoire Clemenceau |

|  | Union soviétique | 3-4 (1-2, 1-1, 1-1) | Tchécoslovaquie | Patinoire Clemenceau |

| Clt   | Équipe               | PJ | V | D | N | BP | BC | Diff | Pts |
| ----- | -------------------- | -- | - | - | - | -- | -- | ---- | --- |
| +001, | Union soviétique     | 5  | 4 | 1 | 0 | 32 | 8  | +24  | 8   |
| +002, | Tchécoslovaquie      | 5  | 4 | 1 | 0 | 25 | 13 | +12  | 8   |
| +003, | Suède                | 5  | 4 | 1 | 0 | 36 | 17 | +19  | 8   |
| +004, | Finlande             | 5  | 1 | 3 | 1 | 10 | 19 | -9   | 3   |
| +005, | Pologne              | 5  | 1 | 4 | 0 | 14 | 34 | -20  | 2   |
| +006, | Allemagne de l'Ouest | 5  | 0 | 4 | 1 | 13 | 39 | -26  | 1   |

- Vainqueur du Championnat d'Europe junior 1975
- Relégué dans le Groupe B 1976

### Effectif vainqueur
| Vainqueur du Championnat d'Europe junior 1975 Union soviétique | Gardiens de but : Sergueï Babariko, Iouri Choundrov Défenseurs : Viatcheslav Fetissov, Vassili Pajoussov, Gennadi Ikonnikov, Vassili Pervoukhine, Vladimir Vjasov Attaquants : Dmitri Fedine, Nikolaï Drozdetski, Viktor Joukov, Sergueï Lantratov, Aleksandr Kabanov, Sergueï Alekseïev, Alekseï Kalinine, Anatoli Stepanov, Valeri Braguine, Sergueï Abramov, Viktor Oskine Entraîneur : |

### Honneurs individuels
- Meilleur gardien de but : Sergueï Babariko (Union soviétique)
- Meilleur défenseur : Björn Johansson (Suède)
- Meilleur attaquant : Karel Holý (Tchécoslovaquie)

### Statistiques individuelles
| Joueur          | PJ | B | A | Pts | PUN |
| --------------- | -- | - | - | --- | --- |
| Kent Nilsson    | 5  | 5 | 5 | 10  | 0   |
| Marek Muzelak   | 5  | 8 | 1 | 9   | 2   |
| Dmitri Fedine   | 5  | 7 | 2 | 9   | 10  |
| Karel Holý      | 5  | 5 | 3 | 8   | 4   |
| Thomas Gradin   | 5  | 4 | 4 | 8   | 0   |
| Hans Särkijärvi | 5  | 3 | 5 | 8   | 4   |

## Groupe B
Il se déroule du 15 au 22 mars 1975 à Herisau en Suisse.

### Premier tour

#### Groupe A
|  | Danemark | 0-7 (0-1, 0-3, 0-3) | Yougoslavie | Sportzentrum |

|  | Suisse | 9-1 (4-1, 2-0, 3-0) | Autriche | Sportzentrum |

|  | Autriche | 4-4 (1-1, 3-2, 0-1) | Yougoslavie | Sportzentrum |

|  | Suisse | 13-1 (3-0, 0-0, 10-1) | Danemark | Sportzentrum |

|  | Danemark | 10-1 (2-0, 2-0, 6-1) | Autriche | Sportzentrum |

|  | Suisse | 16-3 (3-1, 9-0, 4-2) | Yougoslavie | Sportzentrum |

| Clt   | Équipe      | PJ | V | D | N | BP | BC | Diff | Pts |
| ----- | ----------- | -- | - | - | - | -- | -- | ---- | --- |
| +001, | Suisse      | 3  | 3 | 0 | 0 | 38 | 5  | +33  | 6   |
| +002, | Yougoslavie | 3  | 1 | 1 | 1 | 14 | 20 | -6   | 3   |
| +003, | Danemark    | 3  | 1 | 2 | 0 | 11 | 21 | -10  | 2   |
| +004, | Autriche    | 3  | 0 | 2 | 1 | 6  | 23 | -17  | 1   |

- Qualifié pour la finale

#### Groupe B
|  | France | 3-10 (2-3, 0-4, 1-3) | Bulgarie | Sportzentrum |

|  | Norvège | 4-4 (3-1, 1-2, 0-1) | Roumanie | Sportzentrum |

|  | Roumanie | 5-5 (0-1, 4-3, 1-1) | France | Sportzentrum |

|  | Bulgarie | 5-1 (3-1, 2-0, 0-0) | Norvège | Sportzentrum |

|  | Norvège | 4-3 | France | Sportzentrum |

|  | Roumanie | 5-5 (2-0, 0-2, 3-3) | Bulgarie | Sportzentrum |

| Clt   | Équipe   | PJ | V | D | N | BP | BC | Diff | Pts |
| ----- | -------- | -- | - | - | - | -- | -- | ---- | --- |
| +001, | Bulgarie | 3  | 2 | 0 | 1 | 20 | 9  | +11  | 6   |
| +002, | Roumanie | 3  | 0 | 0 | 3 | 14 | 14 | 0    | 3   |
| +003, | Norvège  | 3  | 1 | 1 | 1 | 9  | 12 | -3   | 3   |
| +004, | France   | 3  | 0 | 2 | 1 | 11 | 19 | -8   | 1   |

- Qualifié pour la finale

### Matchs de classement
- Match pour la septième place

|  | Autriche | 7-4 (2-1, 2-0, 3-3) | France | Sportzentrum |

- Match pour la cinquième place

|  | Norvège | 3-1 (2-1, 0-0, 1-0) | Danemark | Sportzentrum |

- Match pour la troisième place

|  | Yougoslavie | 4-3 (0-1, 1-1, 3-1) | Roumanie | Sportzentrum |

- Finale

|  | Suisse | 7-6 (4-0, 2-4, 1-2) | Bulgarie | Sportzentrum |

### Classement final
La Suisse est promue dans le Groupe A 1976.
|   | Équipe      |
| - | ----------- |
| 1 | Suisse      |
| 2 | Bulgarie    |
| 3 | Yougoslavie |
| 4 | Roumanie    |
| 5 | Norvège     |
| 6 | Danemark    |
| 7 | Autriche    |
| 8 | France      |

### Statistiques individuelles
| Joueur       | B | A | Pts |
| ------------ | - | - | --- |
| Urs Bärtschi | 7 | 5 | 12  |
| A. Fehr      | 7 | 3 | 10  |
| Rudolf König | 6 | 3 | 9   |
| Milcho Nenov | 5 | 3 | 8   |
| S. Mikkelsen | 4 | 3 | 7   |
| B. Haas      | 4 | 3 | 7   |